# Road Less Traveled (álbum de Lauren Alaina)
Road Less Traveled —en español «Camino menos transitado»— es el segundo álbum de estudio de la cantante y compositora estadounidense country Lauren Alaina. El álbum fue publicado el 27 de enero de 2017, por los sellos Mercury Nashville y Interscope Records. Incluye el sencillo #1 del mismo nombre. 

## Antecedentes
En enero de 2013, Alaina publicó en su cuenta de Twitter que había comenzado a grabar su segundo álbum. Lanzó una nueva canción, «Barefoot and Buckwild», como el sencillo en mayo de 2013, sin embargo falló en su ingreso a los charts. En agosto de 2014, Alaina se sometió a una cirugía vocal; después de su recuperación, regresó al estudio para trabajar en nuevo material con un sentimiento "más maduro". En junio de 2015, declaró que el álbum estaba a punto de ser terminado. Alaina ha dicho que este álbum sería diferente a su anterior álbum Wildflower y lo describió como "canciones divertidas y canciones tristes - un poco de aquello que mi vida ha sido los últimos años." El álbum incluye cuatro canciones pertenecientes al EP Lauren Alaina, el cual fue publicado en octubre de 2015. Alaina anunció el título y la lista de canciones del álbum el 5 de diciembre de 2016. Alaina coescribió todas las doce canciones por más de tres años y medio. Road Less Traveled fue puesto en preventa el 16 de diciembre de 2016.

## Rendimiento comercial
El álbum debutó en el número 31 del Billboard 200, y en el #3 en el Top Country Albums en su primera semana de lanzamiento. Vendió 9700 copias en su semana, y otras 2800 en su segunda semana. El álbum ha vendido 22 800 copias en Estados Unidos hasta abril de 2017.

## Lista de canciones
| CD  |                             |          |  |
| N.º | Título                      | Duración |  |
| 1.  | «Doin' Fine»                | 3:19     |  |
| 2.  | «My Kinda People»           | 3:03     |  |
| 3.  | «Three»                     | 3:46     |  |
| 4.  | «Road Less Traveled»        | 3:36     |  |
| 5.  | «Queen of Hearts»           | 2:55     |  |
| 6.  | «Think Outside the Boy»     | 3:41     |  |
| 7.  | «Painting Pillows»          | 3:17     |  |
| 8.  | «Next Boyfriend»            | 3:12     |  |
| 9.  | «Crashin' the Boys Club»    | 2:57     |  |
| 10. | «Same Day Different Bottle» | 3:49     |  |
| 11. | «Holding the Other»         | 3:56     |  |
| 12. | «Pretty»                    | 4:37     |  |

## Posición en las listas
| Listas (2017)                       | Posición |
| ----------------------------------- | -------- |
| Estados Unidos (Billboard 200)      | 31       |
| Estados Unidos (Top Country Albums) | 3        |
| Reino Unido (UK Country Albums)     | 7        |